# Bülbülrigó
A bülbülrigó (Turdus boulboul) a madarak osztályának verébalakúak (Passeriformes) rendjébe és a rigófélék (Turdidae) családjába tartozó faj.

## Rendszerezése
A fajt John Latham német természettudós írta le 1790-ben, még a gébicsfélék (Laniidae) családjába tartozó Lanius nembe Lanius boulboul néven.

## Előfordulása
Dél- és Délkelet-Ázsiában, Banglades, Bhután, Kína, India, Laosz, Mianmar, Nepál, Pakisztán, Thaiföld és Vietnám területén honos. 
Természetes élőhelyei a szubtrópusi és trópusi hegyi esőerdők és mangroveerdők, valamint nedves és száraz cserjések. Magassági vonuló, nem megfelelő életkörülmények hatására alacsonyabb területekre vonul.

## Megjelenése
Testhossza 29 centiméter, testtömege 88-111 gramm.
|  |  |

## Életmódja
Rovarokkal, csigákkal és földigilisztákkal, valamint gyümölcsökkel és bogyókkal táplálkozik.

## Természetvédelmi helyzete
Az elterjedési területe nagyon nagy, egyedszáma viszont csökken, de még nem éri el a kritikus szintet. A Természetvédelmi Világszövetség Vörös listáján nem fenyegetett fajként szerepel.